# 黛比·麦康伯
黛比·麦康伯（Debbie Macomber，1948年10月22日—）是一位美国愛情小說作家。她的六部小说被改编成电视电影， 還有小说被改编成电视连续剧。 麦康伯患有失讀症，仅接受过高中教育。不過她很早就立志要成为一名作家。